# Tecámac
Tecamac é um município do estado do México, no México.

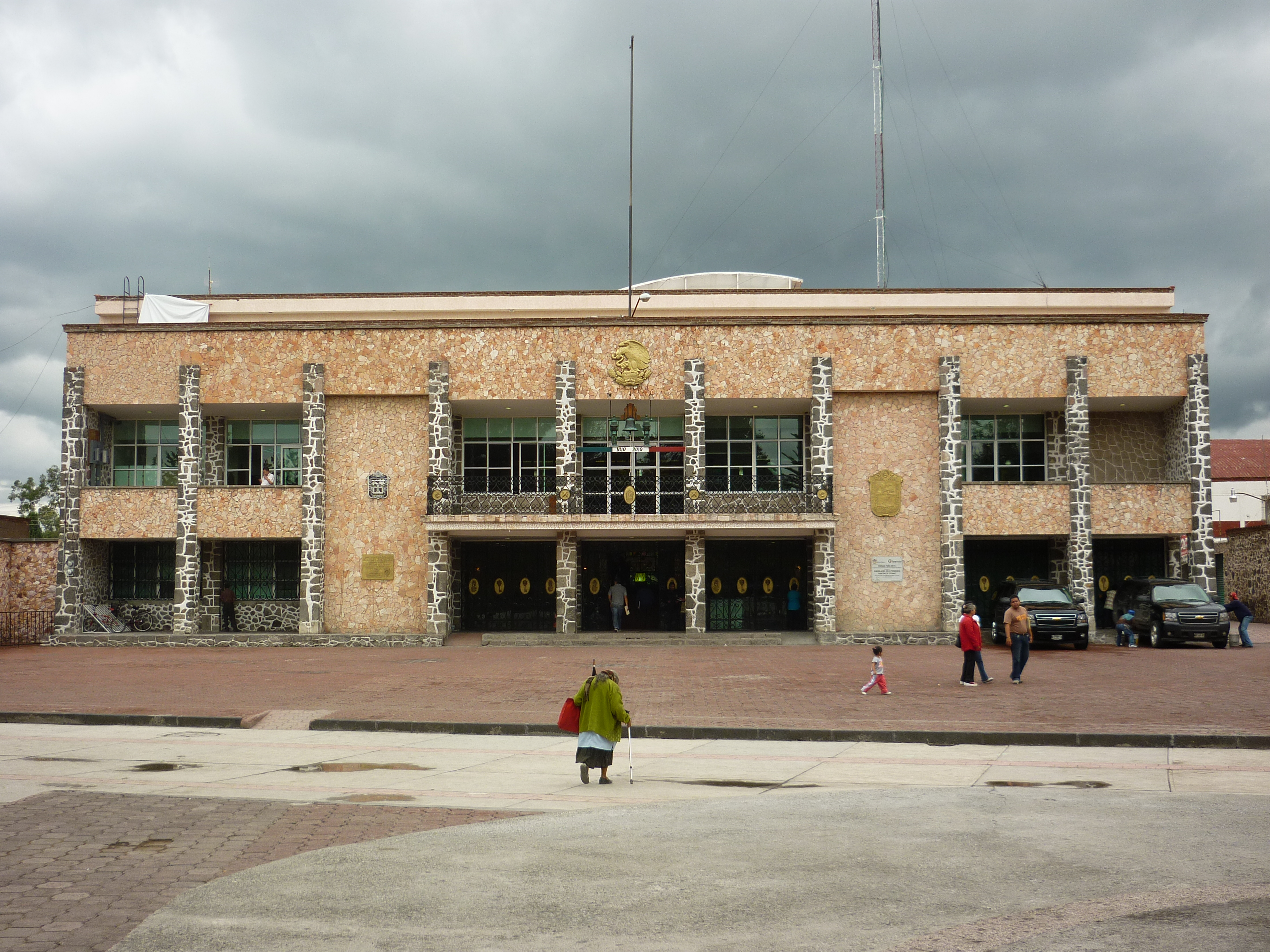
Palacio do Governo Municipal